# Cliffortia dracomontana
Cliffortia dracomontana är en rosväxtart som beskrevs av C.Whitehouse. Cliffortia dracomontana ingår i släktet Cliffortia och familjen rosväxter. Inga underarter finns listade i Catalogue of Life.